# سوروبان ۵۵۴۷۷
سیارک ۵۵۴۷۷ (به انگلیسی: 55477 Soroban، نامگذاری:2001UC1) پنجاه و پنج هزار و چهارصد و هفتاد و هفتمین سیارک کشف شده‌است که در ۱۸ اکتبر ۲۰۰۱ کشف شد.